# Dolerocypris fasciata
Dolerocypris fasciata är en kräftdjursart som först beskrevs av Otto Friedrich Müller 1776.  Dolerocypris fasciata ingår i släktet Dolerocypris och familjen Cyprididae. Inga underarter finns listade i Catalogue of Life.